# Funktionspapir
Funktionspapir er papir der er inddelt i felter, og bruges til at lave grafer, funktioner og/eller histogrammer på. Der findes adskillige forskellige typer funktionspapir: millimeterpapir, dobbeltlogaritmisk papir, enkeltlogaritmisk papir og normalfordelingspapir.
| Dodekaeder | Spire Denne artikel om geometri er en spire som bør udbygges. Du er velkommen til at hjælpe Wikipedia ved at udvide den. |